# Ендру Никол
Ендру Никол (енгл. Andrew Niccol; Парапарауму, 10. јун 1964) новозеландски је сценариста, продуцент и редитељ. Био је номинован за награду Златни лав.

## Детињство и младост
Рођен је 10. јуна 1964. године у Парапараумуу, а одрастао у Окланду. Са 21. годином је напустио Нови Зеланд и отишао у Лондон, где је првобитно радио као редитељ телевизијских реклама.

## Филмографија
| 1997. | Гатака          | Да | Да    | Не      |
| 1998. | Труманов шоу    | Не | Да    | Да      |
| 2002. | Симона          | Да | Да    | Да      |
| 2004. | Терминал        | Не | Прича | Извршни |
| 2005. | Господар рата   | Да | Да    | Да      |
| 2011. | Преостало време | Да | Да    | Да      |
| 2013. | Домаћин         | Да | Да    | Не      |
| 2014. | Добро убиство   | Да | Да    | Да      |
| 2018. | Анонимно        | Да | Да    | Да      |